# Georg Wilhelm Vielhaben
Georg Wilhelm Vielhaben (* 6. Juli 1860 in Bremen; † 10. Juli 1927 in Hamburg) war Jurist und Mitglied des Deutschen Reichstags.

## Leben
Der protestantische Georg Wilhelm Vielhaben besuchte eine Realschule in Bremerhaven und sodann ein Gymnasium in Bremen. Anschließend studierte er Rechtswissenschaften an der Friedrich-Wilhelm-Universität in Berlin. Im Juni 1885 wurde er Rechtsreferendar in Hamburg. Ab März 1889 war er Rechtsanwalt in Hamburg. Ebenfalls im Jahre 1889 erfolgte die Promotion zum Dr. jur. Zwischen 1891 und 1893 war er Geschäftsführer des aus Anlass der sozialdemokratischen Feier des 1. Mai gebildeten Arbeitgeberverbandes Hamburg-Altona und danach Mitglied der Hamburger Kommission zur Errichtung von Arbeitsnachweisen.
Er wurde am 23. April 1895 für den Abgeordneten Dr. Adolf König, dessen Wahl am 26. Februar 1895 für ungültig erklärt worden war, in den Deutschen Reichstag nachgewählt, und zwar im Reichstagswahlkreis Regierungsbezirk Kassel 1 (Rinteln, Hofgeismar, Wolfhagen). Sein Stimmenanteil im zweiten Wahlgang belief sich auf 63,76 %. Vielhaben gehörte, wie sein Mandatsvorgänger, der antisemitischen Deutschsozialen Reformpartei an. Bei der Reichstagswahl von 1898 verteidigte er sein Mandat, wobei er im zweiten Wahlgang seinen Stimmenanteil gegenüber dem zweiten Wahlgang der Nachwahl von 1895 leicht auf 64,31 % steigern konnte.
In den Jahren 1898 bis 1900 vertrat Vielhaben Willy Wilcke und Max Christian Priester anwaltlich in einem Zivilrechtsstreit gegen die Erben Otto von Bismarcks. Anlass des Rechtsstreits war die unbefugte Anfertigung von Fotografien des frisch verstorbenen ehemaligen Reichskanzlers durch Wilcke und Priester. Wegen dieses Vorfalles wurde gegen Wilcke und Priester sowie einen dritten Beschuldigten zudem in den Jahren 1898 und 1899 ein Strafverfahren geführt, in welchem Vielhaber als Verteidiger fungierte.
Am 1. Juni 1900 legte Vielhaben sein Reichstagsmandat nieder.